# 高齢者の医療の確保に関する法律
高齢者の医療の確保に関する法律（こうれいしゃのいりょうのかくほにかんするほうりつ、昭和57年8月17日法律第80号）は、国民の高齢期における適切な医療の確保を図るため、医療費の適正化を推進するための計画の作成および保険者による健康診査等の実施に関する措置を講ずるとともに、高齢者の医療について、国民の共同連帯の理念等に基づき、前期高齢者に係る保険者間の費用負担の調整、後期高齢者に対する適切な医療の給付等を行うために必要な制度を設け、もって国民保健の向上および高齢者の福祉の増進を図ることに関する法律である。1982年（昭和57年）8月17日に老人保健法として制定された。2006年（平成18年）6月21日に制定された健康保険法等の一部を改正する法律（平成18年法律第83号）7条の規定により、題名改正を含む大幅な改正が行われ、2008年（平成20年）4月1日に現在の題名に改正・施行。

法改正により同日から後期高齢者医療制度が発足し、75歳以上の老人医療は本法が定める後期高齢者医療制度へ、旧老人保健法で行われていた保健事業は健康増進法へ移行した。なお、本法における「前期高齢者」とは満65歳から74歳、「後期高齢者」とは満75歳以上の高齢者をそれぞれ指す。

## 構成
- 第1章　総則（第1条-第7条）
- 第2章　医療費適正化の推進
  - 第1節　医療費適正計画化等（第8条-第17条）
  - 第2節　特定健康診査等基本指針等（第18条-第31条）
- 第3章　前期高齢者に係る保険者間の費用負担の調整（第32条-第46条）
- 第4章　後期高齢者医療制度
  - 第1節　総則（第47条-第49条）
  - 第2節　被保険者（第50条-第55条）
  - 第3節　後期高齢者医療給付
    - 第1款　通則（第56条-第63条）
    - 第2款　療養の給付及び入院時食事療養費等の支給
      - 第1目　療養の給付並びに入院時食事療養費、入院時生活療養費、保険外併用療養費及び療養費の支給（第64条-第77条）
      - 第2目　訪問看護療養費の支給（第78条-第81条）
      - 第3目　特別療養費の支給（第82条）
      - 第4目　移送費の支給（第83条）

    - 第3款　高額療養費及び高額介護合算療養費の支給（第84条・第85条）
    - 第4款　その他の後期高齢者医療給付（第86条）
    - 第5款　後期高齢者医療給付の制限（第87条-第92条）

  - 第4節　費用等
    - 第1款　費用の負担（第93条-第115条）
    - 第2款　財政安定化基金（第116条）
    - 第3款　特別高額医療費共同事業（第117条）
    - 第4款　保険者の後期高齢者支援金等（第118条-第124条）

  - 第5節　保健事業（第125条）
  - 第6節　後期高齢者医療診療報酬審査委員会（第126条・第127条）
  - 第7節　審査請求（第128条-第130条）
  - 第8節　保健事業等に関する援助等（第131条・第132条)
  - 第9節　雑則（第133条-第138条）
- 第5章　社会保険診療報酬支払基金の高齢者医療制度関係業務（第139条-第154条）
- 第6章　国民健康保険団体連合会の高齢者医療関係業務（第155条-第157条）
- 第7章　雑則（第158条-第166条）
- 第8章　罰則（第167条-第171条）
- 附則

## 法改正
無償化によって膨張し続ける高齢者医療費による財政圧迫を打開するため、高齢者医療費無償の全国化から10年後である1982年（昭和57年）には、旧法にあたる老人保健法が制定された。翌1983年から高齢者医療費無償化が廃止され、入院1日300円、外来月400円の定額負担制度が導入された。
「老人保健法」同法に基づく老人保健制度は市町村の事業とされ、その原資は日本国政府および区市町村3割、現役世代（64歳以下全員と65～69歳の健常者）からの基金供出金が7割であり、受給者本人にも自己負担（外来で一ヶ月400円、入院で一日300円を上限）が設けられた。

### 旧老人保健法に基づく事業

#### 医療事業
老人医療の実施の主体者は区市町村である。対象者は70歳以上の高齢者と65～69歳の障害者。当初は全ての老人医療を担っていたが、介護保険法の登場により、その適用は、老人の急性期医療や高度な医療が必要とされる慢性期医療に限られるようになった。
財政は、患者負担額を除いた額について30%が公費負担（国20%、都道府県5%、区市町村5%）、70%が現役世代（0～64歳全員と65～69歳の健常者）の負担であった。
患者負担金は、保険医療機関あたり以下と定められた。
- 1982-1986年： 外来は月あたり400円 、入院は一日300円（最大２か月）
- 1986-1991年 ：外来は月あたり800円、入院は1日400円（上限なし）
- 1991-1992年 ：外来は月あたり900円、入院は1日600円
- 1993-1994年：外来は月あたり1000円、入院は1日700円
- 1995年-2001年：物価スライド制を導入
- 2001年-：外来は定率1割負担、入院は1日1200円

#### 保健事業
原則として40～69歳を対象としている。将来、要介護者や生活習慣病にならないように配慮されている。具体的な内容を以下に示す。
- 健康手帳の交付
- 健康教育
- 健康診査

老人保健法による健康診査には歯周疾患検診、骨粗鬆症検診、健康度評価、受診指導、肝炎ウイルスが含まれる。がん検診は現在は一般財源化している。

### 定額負担化後の議論
しかし、定額負担制度導入後も高齢者医療費は伸び続け、日本国政府は数年おきに自己負担上限額の引き上げを行ってきた。健保組合に課される老人保健拠出金も明治生まれが全員70歳以上となった直後の1983年には13%であったが1996年に大正生まれも全員70歳以上になり、1999年には40%まで上昇し、1999年にはサンリオ健康保険組合が主導する老人保健拠出金不払い運動に発展、97%の健康保険組合が参加した。
高齢者医療費無償の全国化から24年後、定額化から14年後である1997年には、入院1日300円から1000円へ、外来は月400円から「毎月4回まで1日500円」へと定額負担額が増加された。

### 後期高齢者医療制度の議論
- 1999年（平成11年）
  - 10月4日 自由民主党・自由党・公明党の、自自公連立政権である小渕第2次改造内閣における三党合意により、2005年を目途に、年金、介護、後期高齢者医療を包括した総合的な枠組みを構築すること、それに必要な財源の概ね二分の一を公費負担とすることを決定[9]。
  - 11月 国会で後期高齢者医療についての論議が始まる[9]。
- 2006年（平成18年）
  - 2月10日 内閣提出の「健康保険法等の一部を改正する法律案」が第164回国会に提出される[10]。
  - 5月17日 衆議院の厚生労働委員会で法案が可決[11]。18日には衆議院で法案可決[12]。
  - 6月14日 参議院で可決[13]。
  - 6月21日 公布。
- 2007年（平成19年）
  - 3月末 全国の自治体での議決を経て全都道府県で広域連合を設立。
  - 7月29日 第21回参議院議員通常選挙で自公連立政権が惨敗。ねじれ国会となる。
  - 9月12日 内閣総理大臣安倍晋三が辞任、第1次安倍内閣が内閣総辞職で退陣。
  - 10月5日 参議院議員通常選挙で自公連立政権が惨敗した事を受け、日本国政府が70〜74歳の窓口負担の1割から2割への引き上げを1年間凍結させる方針を固める。75歳以上で被扶養者であった人からの新たな保険料徴収は、9カ月間凍結する。
  - 12月 保険料についての条例を制定。
- 2008年（平成20年）
  - 3月30日 「診療報酬の算定方法の制定等に伴う実施上の留意事項について」等の一部改正について[14]（平成19年3月30日付）と題する厚生労働省保険局医療課長通知が出される。
  - 4月1日 「高齢者の医療の確保に関する法律」を施行[15]。
  - 4月11日 厚生労働省が市町村及び広域連合からの照会のためのホットラインを設置。
  - 4月 139の市区町村で保険料の徴収金額の間違え、保険料の免除者から誤って徴収したことが報道される[16]。
  - 4月25日 厚生労働省が制度に関する国民の質問等を土曜日及び日曜日においても受け付ける専用ホットラインを設置。
  - 5月23日 民主・共産・社民・国民新の野党4党が参院厚生労働委員会に「後期高齢者医療制度廃止法案」を提出。趣旨説明が行われ、実質審議入り[17]。
  - 5月27日 元自民党衆議院議員浜田幸一を起用した後期高齢者医療制度への理解を求めるCMを沖縄県議選に向けてオンエア。
  - 6月3日 『毎日新聞』が保険料を負担している人の約7割は負担が軽減されたとの厚生労働省の調査結果を報じる[18]。
  - 6月4日 後期高齢者医療制度への移行に伴う保険料増減の厚生労働省の実態調査において所得の低い世帯ほど保険料負担が増えていたことが判明[19][20][21]。
  - 6月5日 町村信孝内閣官房長官が記者会見で、与党がまとめた保険料軽減策を実施する場合、国民健康保険から移った高齢者世帯で保険料が下がる割合は現行の69%から75%に上がるとの見通しを示す[22]。
  - 6月5日 参議院の厚生労働委員会において「後期高齢者医療制度廃止法案」が可決。
  - 6月6日 「後期高齢者医療制度廃止法案」が参議院において可決。
  - 6月12日 厚生労働省が改善策を公表（#保険料の軽減措置）[23]。
  - 6月15日 自民、公明の連絡会議で後期高齢者医療制度の運用改善策が決定。
  - 9月 後期高齢者医療制度検討会設置決定。
- 2009年（平成21年）
  - 3月17日 検討会の最終報告書。「後期高齢者」「終末期相談支援料」の名称の見直し程度だった。
  - 4月 65〜69歳の医療費負担額を3割から2割に下げる計画とともに、現役世代は3割、65〜74歳は2割、75歳以上を1割とする案が発表される。
  - 8月30日 第45回衆議院議員総選挙で政権交代。